# Kamaka
Kamaka ist eine Insel der Gambierinseln in Französisch-Polynesien. 
Die Insel liegt im südlichen Teil der Lagune der Gambierinseln. Sie ist 0,5 km² groß, ihr höchster Punkt liegt 166 m über dem Meeresspiegel. Lediglich eine Familie mit 4 Personen lebte 2002 auf Kamaka. Zur Volkszählung 2012 war die Insel nicht mehr bewohnt.